# Hon'inbō 1952
L'Hon'inbō 1952 è stata la settima edizione del torneo goistico giapponese Hon'inbō.

## Qualificazioni
|  | Quarti di finale    | Quarti di finale    | Quarti di finale |                 |                | Semifinali     | Semifinali | Semifinali |  |  | Finale | Finale | Finale |  |
|  |                     |                     |                  |                 |                |                |            |            |  |  |        |        |        |  |
|  | Dogen Handa         | Dogen Handa         | 0                |                 |                |                |            |            |  |  |        |        |        |  |
|  | Dogen Handa         | Dogen Handa         | 0                |                 |                |                |            |            |  |  |        |        |        |  |
|  | Yutaro Hayashi      | Yutaro Hayashi      | 1                |                 |                |                |            |            |  |  |        |        |        |  |
|  | Yutaro Hayashi      | Yutaro Hayashi      | 1                |                 | Yutaro Hayashi | Yutaro Hayashi | 1          |            |  |  |        |        |        |  |
|  |                     |                     |                  |                 | Yutaro Hayashi | Yutaro Hayashi | 1          |            |  |  |        |        |        |  |
|  |                     |                     | Kazuo Mukai      | Kazuo Mukai     | 0              |                |            |            |  |  |        |        |        |  |
|  | Itaro Mitsuhara     | Itaro Mitsuhara     | Kazuo Mukai      | Kazuo Mukai     | 0              | 0              |            |            |  |  |        |        |        |  |
|  | Itaro Mitsuhara     | Itaro Mitsuhara     |                  |                 |                |                |            |            |  |  |        |        |        |  |
|  | Kazuo Mukai         | Kazuo Mukai         | 1                |                 |                |                |            |            |  |  |        |        |        |  |
|  | Kazuo Mukai         | Kazuo Mukai         | 1                |                 | Yutaro Hayashi | Yutaro Hayashi | 0          |            |  |  |        |        |        |  |
|  |                     |                     |                  |                 |                |                |            |            |  |  |        |        |        |  |
|  |                     |                     | Yoshio Segawa    | Yoshio Segawa   | 1              |                |            |            |  |  |        |        |        |  |
|  | Yoshio Segawa       | Yoshio Segawa       | Yoshio Segawa    | Yoshio Segawa   | 1              | 1              |            |            |  |  |        |        |        |  |
|  | Yoshio Segawa       | Yoshio Segawa       |                  |                 |                |                |            |            |  |  |        |        |        |  |
|  | Yoshinori Murashima | Yoshinori Murashima | 0                |                 |                |                |            |            |  |  |        |        |        |  |
|  | Yoshinori Murashima | Yoshinori Murashima | 0                |                 | Yoshio Segawa  | Yoshio Segawa  | 1          |            |  |  |        |        |        |  |
|  |                     |                     |                  |                 | Yoshio Segawa  | Yoshio Segawa  | 1          |            |  |  |        |        |        |  |
|  |                     |                     | Shuchi Kubouchi  | Shuchi Kubouchi | 0              |                |            |            |  |  |        |        |        |  |
|  | Shuchi Kubouchi     | Shuchi Kubouchi     | Shuchi Kubouchi  | Shuchi Kubouchi | 0              | 1              |            |            |  |  |        |        |        |  |
|  | Shuchi Kubouchi     | Shuchi Kubouchi     |                  |                 |                |                |            |            |  |  |        |        |        |  |
|  | Nobuaki Maeda       | Nobuaki Maeda       | 0                |                 |                |                |            |            |  |  |        |        |        |  |

|  | Quarti di finale    | Quarti di finale    | Quarti di finale    |                     |              | Semifinali   | Semifinali | Semifinali |  |  | Finale | Finale | Finale |  |
|  |                     |                     |                     |                     |              |              |            |            |  |  |        |        |        |  |
|  | Shin Tainaka        | Shin Tainaka        | 1                   |                     |              |              |            |            |  |  |        |        |        |  |
|  | Shin Tainaka        | Shin Tainaka        | 1                   |                     |              |              |            |            |  |  |        |        |        |  |
|  | Masami Shinohara    | Masami Shinohara    | 0                   |                     |              |              |            |            |  |  |        |        |        |  |
|  | Masami Shinohara    | Masami Shinohara    | 0                   |                     | Shin Tainaka | Shin Tainaka | 1          |            |  |  |        |        |        |  |
|  |                     |                     |                     |                     | Shin Tainaka | Shin Tainaka | 1          |            |  |  |        |        |        |  |
|  |                     |                     | Shigeyuki Takahashi | Shigeyuki Takahashi | 0            |              |            |            |  |  |        |        |        |  |
|  | Senjin Hosokawa     | Senjin Hosokawa     | Shigeyuki Takahashi | Shigeyuki Takahashi | 0            | 0            |            |            |  |  |        |        |        |  |
|  | Senjin Hosokawa     | Senjin Hosokawa     |                     |                     |              |              |            |            |  |  |        |        |        |  |
|  | Shigeyuki Takahashi | Shigeyuki Takahashi | 1                   |                     |              |              |            |            |  |  |        |        |        |  |
|  | Shigeyuki Takahashi | Shigeyuki Takahashi | 1                   |                     | Shin Tainaka | Shin Tainaka | 1          |            |  |  |        |        |        |  |
|  |                     |                     |                     |                     |              |              |            |            |  |  |        |        |        |  |
|  |                     |                     | Etsuo Suzuki        | Etsuo Suzuki        | 0            |              |            |            |  |  |        |        |        |  |
|  | Etsuo Suzuki        | Etsuo Suzuki        | Etsuo Suzuki        | Etsuo Suzuki        | 0            | 1            |            |            |  |  |        |        |        |  |
|  | Etsuo Suzuki        | Etsuo Suzuki        |                     |                     |              |              |            |            |  |  |        |        |        |  |
|  | Yutaro Nakamura     | Yutaro Nakamura     | 0                   |                     |              |              |            |            |  |  |        |        |        |  |
|  | Yutaro Nakamura     | Yutaro Nakamura     | 0                   |                     | Etsuo Suzuki | Etsuo Suzuki | 1          |            |  |  |        |        |        |  |
|  |                     |                     |                     |                     | Etsuo Suzuki | Etsuo Suzuki | 1          |            |  |  |        |        |        |  |
|  |                     |                     | Michiharu Sakai     | Michiharu Sakai     | 0            |              |            |            |  |  |        |        |        |  |
|  | Michiharu Sakai     | Michiharu Sakai     | Michiharu Sakai     | Michiharu Sakai     | 0            | 1            |            |            |  |  |        |        |        |  |
|  | Michiharu Sakai     | Michiharu Sakai     |                     |                     |              |              |            |            |  |  |        |        |        |  |
|  | Masao Sugiuchi      | Masao Sugiuchi      | 0                   |                     |              |              |            |            |  |  |        |        |        |  |

|  | Quarti di finale    | Quarti di finale    | Quarti di finale    |                     |                | Semifinali     | Semifinali | Semifinali |  |  | Finale | Finale | Finale |  |
|  |                     |                     |                     |                     |                |                |            |            |  |  |        |        |        |  |
|  | Takeshi Sumino      | Takeshi Sumino      | 0                   |                     |                |                |            |            |  |  |        |        |        |  |
|  | Takeshi Sumino      | Takeshi Sumino      | 0                   |                     |                |                |            |            |  |  |        |        |        |  |
|  | Kaku Takagawa       | Kaku Takagawa       | 1                   |                     |                |                |            |            |  |  |        |        |        |  |
|  | Kaku Takagawa       | Kaku Takagawa       | 1                   |                     | Kaku Takagawa  | Kaku Takagawa  | 1          |            |  |  |        |        |        |  |
|  |                     |                     |                     |                     | Kaku Takagawa  | Kaku Takagawa  | 1          |            |  |  |        |        |        |  |
|  |                     |                     | Toshihiro Shimamura | Toshihiro Shimamura | 0              |                |            |            |  |  |        |        |        |  |
|  | Toshihiro Shimamura | Toshihiro Shimamura | Toshihiro Shimamura | Toshihiro Shimamura | 0              | 1              |            |            |  |  |        |        |        |  |
|  | Toshihiro Shimamura | Toshihiro Shimamura |                     |                     |                |                |            |            |  |  |        |        |        |  |
|  | Goro Suzuki         | Goro Suzuki         | 0                   |                     |                |                |            |            |  |  |        |        |        |  |
|  | Goro Suzuki         | Goro Suzuki         | 0                   |                     | Kaku Takagawa  | Kaku Takagawa  | 1          |            |  |  |        |        |        |  |
|  |                     |                     |                     |                     |                |                |            |            |  |  |        |        |        |  |
|  |                     |                     | Takeo Kajiwara      | Takeo Kajiwara      | 0              |                |            |            |  |  |        |        |        |  |
|  | Sunao Sato          | Sunao Sato          | Takeo Kajiwara      | Takeo Kajiwara      | 0              | 0              |            |            |  |  |        |        |        |  |
|  | Sunao Sato          | Sunao Sato          |                     |                     |                |                |            |            |  |  |        |        |        |  |
|  | Takeo Kajiwara      | Takeo Kajiwara      | 1                   |                     |                |                |            |            |  |  |        |        |        |  |
|  | Takeo Kajiwara      | Takeo Kajiwara      | 1                   |                     | Takeo Kajiwara | Takeo Kajiwara | 1          |            |  |  |        |        |        |  |
|  |                     |                     |                     |                     | Takeo Kajiwara | Takeo Kajiwara | 1          |            |  |  |        |        |        |  |
|  |                     |                     | Hisashi Seo         | Hisashi Seo         | 0              |                |            |            |  |  |        |        |        |  |
|  | Hisashi Seo         | Hisashi Seo         | Hisashi Seo         | Hisashi Seo         | 0              | 1              |            |            |  |  |        |        |        |  |
|  | Hisashi Seo         | Hisashi Seo         |                     |                     |                |                |            |            |  |  |        |        |        |  |
|  | Reiki Magari        | Reiki Magari        | 0                   |                     |                |                |            |            |  |  |        |        |        |  |

|  | Quarti di finale  | Quarti di finale  | Quarti di finale |                 |                   | Semifinali        | Semifinali | Semifinali |  |  | Finale | Finale | Finale |  |
|  |                   |                   |                  |                 |                   |                   |            |            |  |  |        |        |        |  |
|  | Toshiro Yamabe    | Toshiro Yamabe    | 0                |                 |                   |                   |            |            |  |  |        |        |        |  |
|  | Toshiro Yamabe    | Toshiro Yamabe    | 0                |                 |                   |                   |            |            |  |  |        |        |        |  |
|  | Hitomi Fujiki     | Hitomi Fujiki     | 1                |                 |                   |                   |            |            |  |  |        |        |        |  |
|  | Hitomi Fujiki     | Hitomi Fujiki     | 1                |                 | Hitomi Fujiki     | Hitomi Fujiki     | 0          |            |  |  |        |        |        |  |
|  |                   |                   |                  |                 | Hitomi Fujiki     | Hitomi Fujiki     | 0          |            |  |  |        |        |        |  |
|  |                   |                   | Shuyo Miyashita  | Shuyo Miyashita | 1                 |                   |            |            |  |  |        |        |        |  |
|  | Shuyo Miyashita   | Shuyo Miyashita   | Shuyo Miyashita  | Shuyo Miyashita | 1                 | 1                 |            |            |  |  |        |        |        |  |
|  | Shuyo Miyashita   | Shuyo Miyashita   |                  |                 |                   |                   |            |            |  |  |        |        |        |  |
|  | Kazuo Sometani    | Kazuo Sometani    | 0                |                 |                   |                   |            |            |  |  |        |        |        |  |
|  | Kazuo Sometani    | Kazuo Sometani    | 0                |                 | Shuyo Miyashita   | Shuyo Miyashita   | 1          |            |  |  |        |        |        |  |
|  |                   |                   |                  |                 |                   |                   |            |            |  |  |        |        |        |  |
|  |                   |                   | Kaoru Iwamoto    | Kaoru Iwamoto   | 0                 |                   |            |            |  |  |        |        |        |  |
|  | Yoshiro Miwa      | Yoshiro Miwa      | Kaoru Iwamoto    | Kaoru Iwamoto   | 0                 | 0                 |            |            |  |  |        |        |        |  |
|  | Yoshiro Miwa      | Yoshiro Miwa      |                  |                 |                   |                   |            |            |  |  |        |        |        |  |
|  | Hideyuki Fujisawa | Hideyuki Fujisawa | 1                |                 |                   |                   |            |            |  |  |        |        |        |  |
|  | Hideyuki Fujisawa | Hideyuki Fujisawa | 1                |                 | Hideyuki Fujisawa | Hideyuki Fujisawa | 0          |            |  |  |        |        |        |  |
|  |                   |                   |                  |                 | Hideyuki Fujisawa | Hideyuki Fujisawa | 0          |            |  |  |        |        |        |  |
|  |                   |                   | Kaoru Iwamoto    | Kaoru Iwamoto   | 1                 |                   |            |            |  |  |        |        |        |  |
|  | Ichiro Nabeshima  | Ichiro Nabeshima  | Kaoru Iwamoto    | Kaoru Iwamoto   | 1                 | 0                 |            |            |  |  |        |        |        |  |
|  | Ichiro Nabeshima  | Ichiro Nabeshima  |                  |                 |                   |                   |            |            |  |  |        |        |        |  |
|  | Kaoru Iwamoto     | Kaoru Iwamoto     | 1                |                 |                   |                   |            |            |  |  |        |        |        |  |

## Torneo degli sfidanti
| Giocatore       | M.K.  | K.T. | E.S.  | S.M. | S.T.  | A.H.  | Y.S.  | Risultato | Note                    |
| --------------- | ----- | ---- | ----- | ---- | ----- | ----- | ----- | --------- | ----------------------- |
| Minoru Kitani   | –     | X    | X     | B+R  | B+R   | W+3,5 | B+0,5 | 4-2       |                         |
| Kaku Takagawa   | B+2,5 | –    | B+R   | X    | X     | B+R   | W+R   | 4-2       | Qualificato alla finale |
| Eio Sakata      | B+7,5 | X    | –     | B+R  | X     | B+R   | W+R   | 4-2       |                         |
| Shuyo Miyashita | X     | B+R  | X     | –    | B+3,5 | W+R   | B+R   | 4-2       |                         |
| Shin Tainaka    | X     | B+R  | B+0,5 | X    | –     | W+7,5 | B+R   | 4-2       | Retrocesso              |
| Akira Hasegawa  | X     | X    | X     | X    | X     | –     | W+5,5 | 1-5       | Retrocesso              |
| Yoshio Segawa   | X     | X    | X     | X    | X     | X     | –     | 0-6       | Retrocesso              |

### Playoff
Il torneo terminò con ben cinque giocatori a pari merito con 4 vittorie e 2 sconfitte. A causa di questo risultato fu necessario giocare un ulteriore torneo per determinare lo sfidante. Poiché i partecipanti erano cinque fu giocato un match preliminare tenendo conto del grado e del curriculum dei giocatori. Il preliminare vide fronteggiarsi Eio Sakata e Minoru Kitani e fu vinto da Sakata (B+5,5). 
|  | Semifinali      | Semifinali      | Semifinali |            |               | Finale        | Finale | Finale |  |
|  |                 |                 |            |            |               |               |        |        |  |
|  | Shin Tainaka    | Shin Tainaka    | 0          |            |               |               |        |        |  |
|  | Shin Tainaka    | Shin Tainaka    | 0          |            |               |               |        |        |  |
|  | Kaku Takagawa   | Kaku Takagawa   | 1          |            |               |               |        |        |  |
|  | Kaku Takagawa   | Kaku Takagawa   | 1          |            | Kaku Takagawa | Kaku Takagawa | 1      |        |  |
|  |                 |                 |            |            | Kaku Takagawa | Kaku Takagawa | 1      |        |  |
|  |                 |                 | Eio Sakata | Eio Sakata | 0             |               |        |        |  |
|  | Shuyo Miyashita | Shuyo Miyashita | Eio Sakata | Eio Sakata | 0             | 0             |        |        |  |
|  | Shuyo Miyashita | Shuyo Miyashita |            |            |               |               |        |        |  |
|  | Eio Sakata      | Eio Sakata      | 1          |            |               |               |        |        |  |

## Playout
Il regolamento prevedeva la retrocessione di tre giocatori, tuttavia a causa del quintuplo ex aequo il terzo giocatore retrocesso fu deciso tramite dei playout. I primi a giocare furono i due sconfitti nelle semifinali Shuyo Miyashita e Shin Tainaka. La partita fu vinta da Miyashita (B+2,5) che ottenne la qualificazione al torneo finale dell'anno successivo. Tainaka dovette giocatore contro il perdente del preliminare Minoru Kitani. Kitani vinse l'incontro (W+R) e ottenne la salvezza.

## Finale
La finale è stata una sfida al meglio delle sette partite.